# 內近衛騎兵團
內近衛騎兵團 （Life Guards，LG）是英國陸軍的兵團之一，和皇家藍色騎兵團共同構成了皇家近衛騎兵團。在第二次世界大戰期間，內近衛騎兵團曾參加諾曼底登陸，並參加了解放布魯塞爾的戰鬥。
內近衛騎兵團的名譽指揮官，按傳統由王室成員擔任，因此現任內近衛騎兵團的名譽上校是英國國王查爾斯三世，名譽中校是安妮長公主。

## 外部連結
- Unofficial site for serving and ex-Life Guards of all ranks